# Quasipaa
Quasipaa — рід жаб родини Dicroglossidae.  Включає 12 видів. Поширені в Східній та Південно-Східній Азії.

## Таксономія
Quasipaa спершу був запропонований як підрід Paa. Згодом представників роду Paa перенесли до роду Nanorana, але Quasipaa піднято до рівня роду. Назва «Quasipaa» перекладається як «схожий на Paa».

## Види
- Quasipaa acanthophora Dubois and Ohler, 2009
- Quasipaa boulengeri (Günther, 1889)
- Quasipaa courtoisi (Angel, 1922)
- Quasipaa delacouri (Angel, 1928)
- Quasipaa exilispinosa (Liu and Hu, 1975)
- Quasipaa fasciculispina (Inger, 1970)
- Quasipaa jiulongensis (Huang and Liu, 1985)
- Quasipaa shini (Ahl, 1930)
- Quasipaa spinosa (David, 1875)
- Quasipaa taoi Pham, Hoang, Phan, Nguyen & Ziegler, 2022
- Quasipaa verrucospinosa (Bourret, 1937)
- Quasipaa yei (Chen, Qu, and Jiang, 2002)